# アニプレックス
株式会社アニプレックス（英: Aniplex Inc.、略称：ANX）は、アニメを主とした映像作品の企画・製作・販売・映画配給及びソーシャルゲームの企画・製作等を主な事業とする日本の総合エンタテインメントカンパニー。株式会社ソニー・ミュージックエンタテインメント（SMEJ）の完全子会社。日本動画協会及びコンピュータエンターテインメント協会正会員、日本映像ソフト協会協賛会員、日本レコード協会賛助会員。

## 概要
ソニーミュージックグループのエンターテインメント企業として、アニメを中心とした映像ビジネスを行っており、アニメ制作会社及びゲーム会社を複数保有している。
ソニー・ミュージックレーベルズの当社製作作品に付随した名義貸しによるアニメ関連レーベルでもある。SMEの他レーベルに所属したアーティストを起用するのが製作作品の傾向としているため、出演声優によるキャラクターソングのみがアニプレックスレーベルで管理している楽曲となっている。
映画配給部門も有しており、製作したアニメ作品に加え、実写邦画やコンテンツリーグが制作したお笑い関連作品の配給も行っている。実際は共同配給作品を除き、姉妹企業のSPEJに実業務を委託した名義貸し配給で、同社の日本映画専用レーベルでもある。
“Aniplex”の由来は、アニメーション（Animation）から派生する権利ビジネスの複合体（Complex）を意味する造語である。

## 歴史
1995年4月にソニー・ピクチャーズ エンタテインメント（SPEJ）の制作事業本部として発足し、1996年にはフジテレビ系列にて第1号となるテレビアニメ『るろうに剣心 -明治剣客浪漫譚-』の放送を開始した。
法人としては、1995年9月1日にSPEJの完全子会社として、株式会社SPE・ミュージックパブリッシングの商号で設立された。
1997年1月にSPEJの制作事業本部を承継、同時にソニー・ミュージックエンタテインメント（SMEJ）が資本参加し、株式会社SPE・ビジュアルワークスに商号を変更。1998年にはソニーミュージックグループのアーティストビデオを除く映像作品を集約し、音楽・映像作品の出版事業の展開を開始した。その後、SMEJの完全子会社となり、2001年1月1日に株式会社SME・ビジュアルワークスに商号を変更した。
2003年4月、SMEJの会社分割によりソニー・カルチャーエンタテインメント（SCU）が設立され、同社の子会社となったことに伴い、株式会社アニプレックスに商号を変更した。
また、2003年当時のアニプレックスはヒット作品に恵まれず、経営的にも非常に苦しい状況であった。当時執行役員であった夏目公一朗は、この苦境を打開するために、大手アニメ制作会社サンライズでガンダムシリーズをはじめとした様々なヒット作品を手掛け、当時フリーのプロデューサーとして活躍していた植田益朗を統括チーフ・プロデューサーとして招き入れた。植田は様々な作品を手掛けた後、アニプレックス社長やA-1 Picturesの社長を歴任した。同年10月にはTBS系列にてテレビアニメ『鋼の錬金術師』の放送を開始した。
2005年には東京都杉並区に「株式会社A-1 Pictures」を設立してビデオメーカーながらアニメの実制作へも進出した。
2007年12月1日、初配給映画作品である『劇場版 空の境界 第一章 俯瞰風景』の公開を開始した。
その後ソーシャルゲームの開発にも進出し、特に2015年8月に配信開始された『Fate/Grand Order』は大ヒットを記録、2016年3月期の最終利益は前年比91%増の73億9100万円と大幅増益し、2017年3月期は最終利益が前年比2.2倍の165億6200万円、売上高も1032億4100万円となり、過去最高の大幅増益を果たした。
2016年10月17日、秋元康及びソニー・ミュージックレコーズとの共同企画による、デジタル声優アイドルグループ『22/7』のプロジェクトが発表された。
2019年、ソニー・ピクチャーズ テレビジョン（SPT）と海外配信事業を統合した。これに伴い、ファニメーション、ワカニム及びマッドマン・アニメ・グループの3社を、SPT及びアニプレックスが共同保有する。
2020年10月16日、東宝との共同配給により『劇場版 鬼滅の刃 無限列車編』を公開した。同作は日本国内で歴代興行収入第1位となる404.3億円を記録した。
2021年8月9日に、ソニー・ピクチャーズ エンタテインメント（SPE）との合弁会社のファニメーションを通じて、AT&Tよりクランチロールを運営するイレーション・ホールディングスの全株式を約1300億円で取得した。2022年にサービスを統合し、ファニメーションはクランチロールに商号を変更した。
2022年2月1日には、ディライトワークスの会社分割により、同社のゲーム事業を承継した子会社であるラセングルの全株式を取得した。

## 沿革
- 1995年
  - 4月 - 株式会社ソニー・ピクチャーズ エンタテインメントの部署として、制作事業本部を設置[4]。
  - 9月1日 - 株式会社ソニー・ピクチャーズ エンタテインメントの全額出資により、株式会社エスピーイー・ミュージックパブリッシング（英: SPE Music Publishing Inc.）として設立[5][17]。
- 1997年
  - 1月 - 株式会社ソニー・ミュージックエンタテインメント（初代法人）が資本参加。同時に株式会社ソニー・ピクチャーズ エンタテインメントの制作事業本部を承継し、株式会社エスピーイー・ビジュアルワークス（英: SPE Visual Works Inc.）に商号を変更[4]。白川隆三が代表取締役社長に就任。
- 1998年
  - 10月 - ゲームミュージックレーベルとして、VORN（ヴォーン）を発足[5]。
- 2000年
  - 12月27日 - 株式会社ソニー・ミュージックエンタテインメント（初代法人）の完全子会社となる[18]。
- 2001年
  - 1月1日 - 株式会社エスエムイー・ビジュアルワークス（英: SME Visual Works Inc.）に商号を変更[18]。
- 2002年
  - 10月1日 - 白川隆三が取締役会長に、竹内成和が代表取締役社長に就任[19]。
- 2003年
  - 4月1日 - 株式会社ソニー・ミュージックエンタテインメント（初代法人）の会社分割により、独立系統括会社として株式会社ソニー・カルチャーエンタテインメント（初代法人）が設立されたのに伴い、同社の傘下に異動[20][21]。株式会社アニプレックス（英: Aniplex Inc.）に商号を変更[3]。
- 2004年
  - 6月16日 - 白川隆三が取締役会長を退任[22]。
- 2005年
  - 3月 - アメリカ合衆国のカリフォルニア州ロサンゼルス郡サンタモニカ市に現地法人として、Aniplex of America Inc.（英語版）を設立[4]。
  - 5月9日 - 完全子会社として、株式会社A-1 Picturesを設立[23]。
  - 10月1日 - 株式会社ロードアンドスカイ・オーガニゼイションとの合弁会社として、株式会社ボイスアンドハートを設立[24]。
- 2006年
  - 4月12日 - 完全子会社として、株式会社番町製作所を設立[25]。
  - 5月17日 - 株式会社ソニー・カルチャーエンタテインメント（初代法人）が株式会社エスシーユーに商号を変更。同社の会社分割により、株式会社ソニー・カルチャーエンタテインメント（二代目法人）が設立されたのに伴い、同社の傘下に異動[26]。
  - 6月16日 - 竹内成和が代表取締役社長を退任し、北川直樹が代表取締役社長に就任[27]。
  - 10月1日 - 北川直樹が代表取締役会長に、夏目公一朗が代表取締役社長に就任[28]。
  - 12月1日 - 株式会社ソニー・カルチャーエンタテインメント（二代目法人）が株式会社ソニー・ミュージックエンタテインメントに吸収合併されたの伴い、同社の傘下に異動[29]。
- 2007年
  - 4月1日 - 北川直樹が代表取締役会長を退任[30]。
- 2008年
  - 4月 - 株式会社ボイスアンドハートの株式を株式会社ロードアンドスカイ・オーガニゼイションに譲渡。
- 2010年
  - 6月18日 - 勝股英夫が代表取締役専務に就任[31]。
- 2012年
  - 9月30日 - 勝股英夫が代表取締役専務を退任[32]。
- 2013年
  - 5月9日 - 直営セレクトショップとして、ANIPLEX+（アニプレックスプラス）を開設。
- 2014年
  - 2月16日 - 夏目公一朗が代表取締役会長に、植田益朗が代表取締役社長に就任[33]。
  - 11月7日 - 株式会社バンダイナムコホールディングス及び株式会社アサツー ディ・ケイ（現・株式会社ADKマーケティング・ソリューションズ）との共同出資により、株式会社アニメコンソーシアムジャパンを設立[34]。
- 2015年
  - 3月 - peppermint enterprises Ltd. & Co KGとの合弁会社として、peppermint anime GmbH（ドイツ語版）を設立[35]。
  - 4月24日 - Wakanim SAS（英語版、フランス語版）に出資し、同社を子会社とする[36]。
  - 6月19日 - 夏目公一朗が取締役会長に職位変更[37]。
- 2016年
  - 1月16日 - 夏目公一朗が取締役会長を退任[38]。
  - 4月1日 - 植田益朗が取締役会長に、岩上敦宏が代表取締役社長に、今野敏博が代表取締役に就任[39]。
  - 6月20日 - 植田益朗が取締役会長を退任し、今野敏博が代表取締役会長に就任[40]。
  - 9月15日 - アニメのシナリオ制作及びテキスト作成等を目的とする部署として、スクリプトルームを設置[41]。
- 2017年
  - 3月31日 - 株式会社アニメコンソーシアムジャパンの株式を株式会社バンダイナムコホールディングスに売却[42]。
  - 4月1日
    - 株式会社ソニー・ミュージックレーベルズのレコードレーベルとしてSACRA MUSICが発足し、所属アーティストが同レーベルに移籍[43]。
    - 今野敏博が代表取締役会長を退任し、村松俊亮が取締役会長に就任[44]。
    - 完全子会社の株式会社番町製作所が、株式会社Quatro Aに商号を変更[45]。

  - 9月4日 - 株式会社リボルブとの資本業務提携を締結[46]。
- 2018年
  - 3月28日 - 株式会社Live2Dとの資本業務提携を締結し、同社の株式の過半数を取得[47]。
  - 6月18日 - 村松俊亮が取締役会長を退任し、竹中幸平が取締役会長に就任[48]。
  - 10月1日
    - 完全子会社の株式会社A-1 Picturesの会社分割により、株式会社CloverWorksを設立[49]。
    - 完全子会社として、株式会社リアルト・エンタテインメントを設立[50]。
- 2019年
  - 1月4日 - 索尼（中国）有限公司（中国語版）との共同出資により、中華人民共和国の上海市に現地法人として、安尼普（上海）文化藝術有限公司を設立[51]。
  - 4月1日 - 竹中幸平が取締役会長を退任[52]。
  - 9月24日 - Sony Pictures Television, Inc.と海外配信事業を統合し、合弁会社としてFunimation Global Group, LLCを設立。Funimation Productions, Ltd.、Wakanim SAS及びMadman Anime Group Pty. Ltd.（英語版）を同社の子会社とする[53][54]。
  - 12月26日 - ノベルゲームブランドとして、ANIPLEX.EXE（アニプレックスエグゼ）が発足[55]。
- 2020年
  - 4月1日 - 完全子会社として、株式会社Boundaryを設立[56]。
- 2021年
  - 8月9日 - 子会社のFunimation Global Group, LLCが、AT&T Inc.よりEllation Holdings, Inc.の全株式を取得し、同社を完全子会社とする[57]。
- 2022年
  - 2月1日 - 株式会社ディライトワークスより株式会社ラセングルの全株式を取得し、同社を完全子会社とする[58]。
  - 2月24日 - 子会社のFunimation Global Group, LLCが、Crunchyroll, LLCに商号を変更[59]。
  - 5月30日 - 株式会社CloverWorks、株式会社ウィットスタジオ及び株式会社集英社との共同出資により、株式会社JOENを設立[60]。
- 2023年
  - 4月1日 - 完全子会社の株式会社リボルブが、株式会社クレーネルに商号を変更[61]。
  - 6月1日 - オリガミクスパートナーズ株式会社の全株式を取得し、同社を完全子会社とする。同社は株式会社ミリアゴンスタジオに商号を変更[62]。
  - 8月1日 - 株式会社リアルト・エンタテインメントを吸収合併[63]。
- 2024年
  - 7月10日 - 『パルワールド』のライセンス事業推進を目的としたジョイントベンチャー「パルワールドエンタテインメント」をソニー・ミュージックエンタテインメントおよびポケットペアとの合弁により設立[64]。
  - 10月1日 - 株式会社フォワードワークスおよび株式会社Quatro Aを吸収合併[65]。
- 2025年2月18日 - 湯浅政明が代表取締役社長を務めるame pippin株式会社の設立に参画[66]。

## レーベル
規格品番の販社コードはSVW、AN。特記無き限り、実質的な販売元はソニー・ミュージックマーケティング（ - 2019年3月31日）→ソニー・ミュージックソリューションズ（2019年4月1日 - ）。
現行のレーベル
- ANIPLEX（アニプレックス） - メインレーベル。

過去のレーベル
- Hacla Label（ハクラ・レーベル） - クラシック音楽レーベル。
- VORN（ヴォーン） - ゲームミュージックレーベル。ソニー・コンピュータエンタテインメントから発売されるゲームの関連CDを発売。

販売委託したレーベル
- Key Sounds Label - 一部の作品の販売元を担当。
- SUGIレーベル - 2004年にアニプレックスの支援により設立。2009年にキングレコードに販売元を変更。
- DOG EAR RECORDS - 一部の作品の販売元を担当。
- 5pb.Records - 一部の作品の販売元を担当。

## 過去の所属アーティスト
ANIPLEX（アニプレックス）
- 井上ひかり（2009年 - 2013年）
- 井上麻里奈（2004年 - 2007年）
- EGOIST（2011年 - 2012年）
- 岡本菜摘（2013年 - 2014年）
- 喜多修平（2008年 - 2009年）
- 河野マリナ（2011年 - 2016年）
- TrySail（2015年 - 2017年）
- 豊永利行（2014年 - 2017年）
- 花澤香菜（2012年 - 2017年）
- MUH〜（2003年 - 2007年）
- LiSA（2011年 - 2017年）

Hacla Label（ハクラ・レーベル）
- 大竹英二（2006年）
- 久木田薫（2005年 - 2007年）
- ドルチェ・デ・ムジカ（2006年 - 2008年）
- 中園理沙（2009年 - 2011年）
- 日渡奈那（2007年）

## 製作・販売作品
製作参加した作品および初パッケージリリースされた作品を挙げる。規格品番の販社コードはSVW及びAN。特記無き限り、実質的な販売元はソニー・ミュージックマーケティング（ - 2019年3月31日）→ソニー・ミュージックソリューションズ（2019年4月1日 - ）。

### テレビアニメ

#### あ行
- アークエとガッチンポー（第1期）
  - アークエとガッチンポー てんこもり（第2期）
- アークザラッド
- R.O.D -THE TV-
- THE IDOLM@STER[注釈 11]
- アイドルマスター SideM[注釈 12]
- アイドルマスター シンデレラガールズ[注釈 11]
- 青の祓魔師（第1期）
  - 青の祓魔師 京都不浄王篇（第2期）
  - 青の祓魔師 島根啓明結社篇（第3期）
  - 青の祓魔師 雪ノ果篇/終夜篇（第4期）
- 青のミブロ
- 明日ちゃんのセーラー服
- 新しい上司はど天然
- ATRI -My Dear Moments-
- あの日見た花の名前を僕達はまだ知らない。
- 天久鷹央の推理カルテ
- あやかしトライアングル
- アルドノア・ゼロ
- 韋駄天翔
- いつだって僕らの恋は10センチだった。
- 妖狐×僕SS
- いぬやしき
- 犬夜叉 完結編
- ヴァニタスの手記
- ヴァンパイア騎士（第1期）
  - ヴァンパイア騎士 Guilty（第2期）
- Vivy -Fluorite Eye's Song-
- ヴィジュアルプリズン
- WIND BREAKER
- うちタマ?! 〜うちのタマ知りませんか?〜
- 宇宙兄弟
- うる星やつら（2022年版）
- 86-エイティシックス-
- Aチャンネル
- SK∞ エスケーエイト
- エリアス ちいさなレスキューせん（日本語吹替版）[注釈 13]
- エロマンガ先生
- EDENS ZERO
- Engage Kiss
- エンジェル・ハート
- Angel Beats![注釈 14]
- 王様ランキング（TVシリーズ）
  - 王様ランキング 勇気の宝箱（TVSP）
- 王ドロボウJING
- おおきく振りかぶって（第1期）
  - おおきく振りかぶって 〜夏の大会編〜（第2期）
- Occultic;Nine -オカルティック・ナイン-
- おとめ妖怪 ざくろ
- オルタンシア・サーガ
- 俺だけレベルアップな件（第1期）
  - 俺だけレベルアップな件Season 2 -Arise from the Shadow-（第2期）
- おれたちイジワルケイ
- 俺の妹がこんなに可愛いわけがない（第1期）
  - 俺の妹がこんなに可愛いわけがない。（第2期）
- 俺の彼女と幼なじみが修羅場すぎる
- 俺を好きなのはお前だけかよ
- おろしたてミュージカル 練馬大根ブラザーズ

#### か行
- 怪童丸
- 学園アリス
- 学戦都市アスタリスク[注釈 15]
- 革命機ヴァルヴレイヴ[注釈 16]
- かぐや様は告らせたい〜天才たちの恋愛頭脳戦〜（第1期）
  - かぐや様は告らせたい? 〜天才たちの恋愛頭脳戦〜（第2期）
  - かぐや様は告らせたい-ウルトラロマンティック-（第3期）
  - かぐや様は告らせたい-ファーストキッスは終わらない-（TVSP）
- 陰からマモル!
- 刀語[注釈 12]
- 活撃 刀剣乱舞
- 学校の怪談
- 神様になった日[注釈 17]
- かみちゅ!
- 神之塔 -Tower of God-[注釈 18]
- 劇場版 空の境界（テレビ放送版）
- ガリレイドンナ
- ガンスリンガー ストラトス
- かんなぎ
- ギヴン
- 帰還者の魔法は特別です（第1期）
- キズナイーバー
- 牙 -KIBA-
- 君と僕。（第1期）
  - 君と僕。2（第2期）
- 鬼滅の刃（第1期）
  - 鬼滅の刃 無限列車編（第2期第1部）
  - 鬼滅の刃 遊郭編（第2期第2部）
  - 鬼滅の刃 刀鍛冶の里編（第3期）
  - 鬼滅の刃 柱稽古編（第4期）
- 逆転裁判 〜その「真実」、異議あり!〜（第1期）
  - 逆転裁判 〜その「真実」、異議あり!〜 Season2（第2期）
- ギルドの受付嬢ですが、残業は嫌なのでボスをソロ討伐しようと思います
- キャプテン翼シーズン2 ジュニアユース編
- ギャラリーフェイク
- キョロちゃん
- ギルティクラウン
- キルラキル
- 金色のコルダ〜primo passo〜（TVシリーズ）
  - 金色のコルダ〜secondo passo〜（TVSP）
- 銀魂（第1期）
  - 銀魂'（第2期）
  - 銀魂゜（第3期）
  - 銀魂.（第4期）
- 銀の匙 Silver Spoon
- 銀盤カレイドスコープ
- グイン・サーガ
- クオリディア・コード
- クズの本懐
- ぐだぐだオーダー
- くノ一ツバキの胸の内
- グノーシア
- クラスの大嫌いな女子と結婚することになった。
- グラビテーション
- Classroom☆Crisis
- グランクレスト戦記
- GRANBLUE FANTASY The Animation（第1期）
  - GRANBLUE FANTASY The Animation Season 2（第2期）
- 黒執事（テレビアニメ第1期）
  - 黒執事II（テレビアニメ第2期）
  - 黒執事 Book of Circus（テレビアニメ第3期）
  - 黒執事 -寄宿学校編-（テレビアニメ第4期）
  - 黒執事 -緑の魔女編-（テレビアニメ第5期）
- 群青のファンファーレ
- けだまのゴンじろー
- 幻影ヲ駆ケル太陽
- 恋と選挙とチョコレート[注釈 12]
- 恋は雨上がりのように
- 後宮の烏
- 甲鉄城のカバネリ
- GO!GO!575

#### さ行
- サーバント×サービス
- 冴えない彼女の育てかた（第1期）
  - 冴えない彼女の育てかた♭（第2期）
- さくらももこ劇場 コジコジ
- ささみさん@がんばらない[注釈 12]
- 砂漠の海賊!キャプテンクッパ
- サムライフラメンコ
- さらざんまい
- 3月のライオン
- 残響のテロル
- GTO
- 四月は君の嘘
- 屍鬼
- 時光代理人 -LINK CLICK-（日本語吹替版）
- 地獄少女（第1期）
  - 地獄少女 二籠（第2期）
  - 地獄少女 三鼎（第3期）
  - 地獄少女 宵伽（第4期）
- Charlotte[注釈 14]
- じゃがいぬくん
- シャドーハウス（第1期）
  - シャドーハウス 2nd Season（第2期）
- シャングリラ・フロンティア 1st Season
  - シャングリラ・フロンティア2nd Season
- 終末ツーリング
- 16bitセンセーション ANOTHER LAYER
- 将国のアルタイル
- 白聖女と黒牧師
- 深海伝説MEREMANOID
- 真・侍伝 YAIBA
- 人造人間キカイダー THE ANIMATION
- スウィート・ヴァレリアン
- スキマの国のポルタ
- STAR DRIVER 輝きのタクト
- スパイラル -推理の絆-
- すべてがFになる THE PERFECT INSIDER
- スロウスタート
- 正解するカド
- 世紀末オカルト学院[注釈 19]
- 青春ブタ野郎はバニーガール先輩の夢を見ない
- 世界征服〜謀略のズヴィズダー〜[注釈 20]
- セキレイ（第1期）
  - セキレイ〜Pure Engagement〜（第2期）
- 絶園のテンペスト
- 009-1
- 戦姫絶唱シンフォギア（第1期[注釈 21]）
- 閃光のナイトレイド[注釈 19]
- 戦場のヴァルキュリア
- 全知的な読者の視点から
- 先輩はおとこのこ
- ぜんまいざむらい
- 戦翼のシグルドリーヴァ
- 葬送のフリーレン（第1期）[注釈 22]
- ソードアート・オンライン（第1期）
  - ソードアート・オンライン Extra Edition（TVSP）
  - ソードアート・オンラインII（第2期）
  - ソードアート・オンライン アリシゼーション（第3期第1部）
  - ソードアート・オンライン アリシゼーション War of Underworld（第3期第2部）
- ソードアート・オンライン オルタナティブ ガンゲイル・オンライン（第1期）
  - ソードアート・オンライン オルタナティブ ガンゲイル・オンラインII（第2期）
- その着せ替え人形は恋をする
- ソ・ラ・ノ・ヲ・ト[注釈 19]

#### た行
- ダーウィンズゲーム
- DARKER THAN BLACK -黒の契約者-（第1期）
  - DARKER THAN BLACK -流星の双子-（第2期）
- ダーリン・イン・ザ・フランキス
- 体操ザムライ
- ダイナ荘びより
- DIVE!!
- 抱かれたい男1位に脅されています。
- ダンダダン（第1期）
- 超訳百人一首 うた恋い。
- 通常攻撃が全体攻撃で二回攻撃のお母さんは好きですか?
- つり球
- D.Gray-man（第1期）
  - D.Gray-man HALLOW（第2期）
- TO BE HERO X[注釈 23]
- 鉄腕バーディー DECODE（第1期）
  - 鉄腕バーディー DECODE:02（第2期）
- 出ましたっ!パワパフガールズZ
- 亜人ちゃんは語りたい
- デュラララ!!（第1期）
  - デュラララ!!×2（第2期）
- 地球へ…
- デリコズ・ナーサリー
- デルトラクエスト
- 天官賜福（日本語吹替版）（第1期）
  - 天官賜福 貮（日本語吹替版）（第2期）
- 天元突破グレンラガン
- 電波教師
- 天保異聞 妖奇士
- 東京24区
- 東島丹三郎は仮面ライダーになりたい
- ド級編隊エグゼロス
- 咎狗の血[注釈 12]
- どっきりドクター
- DOG DAYS（第1期）[注釈 24]
  - DOG DAYS'（第2期）[注釈 24]
  - DOG DAYS"（第3期）[注釈 24]
- 突撃!パッパラ隊
- となりの怪物くん
- トモちゃんは女の子!

#### な行
- 夏色キセキ[注釈 12]
- 夏目友人帳（第一期）
  - 続 夏目友人帳（第二期）
  - 夏目友人帳 参（第三期）
  - 夏目友人帳 肆（第四期）
  - 夏目友人帳 伍（第五期）
  - 夏目友人帳 陸（第六期）
  - 夏目友人帳 漆（第七期）
- 七つの大罪（第1期）
  - 七つの大罪 聖戦の予兆（TVSP）
  - 七つの大罪 戒めの復活（第2期）
- 22/7
- NARUTO -ナルト-（第1期）
  - NARUTO -ナルト- 疾風伝（第2期）
- NARUTO -ナルト- SD ロック・リーの青春フルパワー忍伝
- NO.6
- NieR:Automata Ver1.1a（第1クール・第2クール）
- 2.43 清陰高校男子バレー部
- 逃げ上手の若君（第1期）
- ニセコイ（第1期）
  - ニセコイ:（第2期）
- ねこねこ日本史[注釈 25]
- NOBLESSE -ノブレス-[注釈 18]
- のりものまん モービルランドのカークン

#### は行
- ハイスクール・フリート
- 破壊魔定光
- 鋼の錬金術師
- 鋼の錬金術師 FULLMETAL ALCHEMIST
- ハクション大魔王2020
- バクテン!!
- 化物語（第1期）
  - 偽物語（第2期）
  - 猫物語（黒）（TVSP第1作）
  - 〈物語〉シリーズ セカンドシーズン（第3期）
  - 憑物語（TVSP第2作）
  - 終物語（第4期）
  - 続・終物語（第5期）
  - 〈物語〉シリーズ オフ＆モンスターシーズン
- パズドラクロス[注釈 26]
- はたらく細胞（第1期）
  - はたらく細胞!!（第2期）
- はたらく細胞BLACK
- BACCANO! -バッカーノ!-
- バック・アロウ
- バッテリー
- Buddy Daddies
- BANANA FISH
- Paradise Kiss
- パラッパラッパー
- はれときどきぶた
- Hello!オズワルド（日本語吹替版）
- 万聖街（日本語吹替版）
- パンチライン
- 半妖の夜叉姫
- B-PROJECT〜鼓動*アンビシャス〜（第1期）
  - B-PROJECT〜絶頂*エモーション〜（第2期）
- ヒゲぴよ
- 美少年探偵団
- ひだまりスケッチ（第1期）[注釈 27]
  - ひだまりスケッチ×365（第2期）[注釈 27]
  - ひだまりスケッチ×☆☆☆（第3期）[注釈 27]
  - ひだまりスケッチ×SP（TVSP）[注釈 27]
  - ひだまりスケッチ×ハニカム（第4期）[注釈 27]
- ビビッドレッド・オペレーション[注釈 28]
- 『ヒプノシスマイク -Division Rap Battle-』Rhyme Anima（第1期）[注釈 29]
  - 『ヒプノシスマイク -Division Rap Battle-』Rhyme Anima +（第2期）[注釈 29]
- ビルディバイド -#000000-（第1期）
  - ビルディバイド -#FFFFFF-（第2期）
- ピンポン THE ANIMATION
- Fate/Apocrypha
- Fate/EXTRA Last Encore
- Fate/Grand Order × 氷室の天地 〜7人の最強偉人篇〜
- Fate/Grand Order -First Order-（TVSP第1作）
  - Fate/Grand Order -MOONLIGHT/LOSTROOM-（TVSP第2作）
  - Fate/Grand Order -絶対魔獣戦線バビロニア-（TVシリーズ）
- Fate/stay night [Unlimited Blade Works]
- Fate/strange Fake -Whispers of Dawn-（TVSP）
  - Fate/strange Fake（TVシリーズ）
- Fate/Zero
- 富豪刑事 Balance:UNLIMITED
- 豚のレバーは加熱しろ
- 舟を編む
- 不滅のあなたへ（第1期）
  - 不滅のあなたへ Season2（第2期）
- プラスティック・メモリーズ
- ブラック★ロックシューター[注釈 30]
- BLOOD-C
- BLOOD+
- BLEACH（第1期）
  - BLEACH 千年血戦篇（第2期）
- ブレンド・S
- 平穏世代の韋駄天達
- ベルゼブブ嬢のお気に召すまま。
- ベルセルク 黄金時代篇 MEMORIAL EDITION
- ペルソナ 〜トリニティ・ソウル〜
- PERSONA5 the Animation -THE DAY BREAKERS-（TVSP）
  - PERSONA5 the Animation（TVシリーズ）
- Persona4 the ANIMATION（第1期）
  - Persona4 the Golden ANIMATION（第2期）
- へんたつ
- 放浪息子
- 僕だけがいない街
- ぼくたちは勉強ができない（第1期）
  - ぼくたちは勉強ができない!（第2期）
- ぼっち・ざ・ろっく!
- 炎の蜃気楼
- ポポロクロイス物語
- ホリミヤ（第1期）
  - ホリミヤ -piece-（第2期）
- BORUTO-ボルト- NARUTO NEXT GENERATIONS

#### ま行
- 魔王学院の不適合者 〜史上最強の魔王の始祖、転生して子孫たちの学校へ通う〜（第1期）
  - 魔王学院の不適合者 II 〜史上最強の魔王の始祖、転生して子孫たちの学校へ通う〜（第2期）
- 魔王2099
- マギ（第1期）
  - マギ The kingdom of magic（第2期）
- マギアレコード 魔法少女まどか☆マギカ外伝（第1期）
  - マギアレコード 魔法少女まどか☆マギカ外伝 2nd SEASON -覚醒前夜-（第2期）
  - マギアレコード 魔法少女まどか☆マギカ外伝 Final SEASON -浅き夢の暁-（第3期）
- マギ シンドバッドの冒険
- 負けヒロインが多すぎる！
- まじっく快斗1412
- マッシュル-MASHLE-
  - マッシュル-MASHLE- 神覚者候補選抜試験編
- 魔道祖師（日本語吹替版）
- 魔法科高校の優等生
- 魔法科高校の劣等生（第1期）
  - 魔法科高校の劣等生 来訪者編（第2期）
  - 魔法科高校の劣等生 追憶編（TVSP）
  - 魔法科高校の劣等生 第3シーズン（第3期）
- 魔法少女まどか☆マギカ[注釈 31]
- 魔法少女リリカルなのはViVid[注釈 32]
- MIX（第1期）
  - MIX MEISEI STORY 2ND SEASON 〜二度目の夏、空の向こうへ〜（第2期）
- みつどもえ（第1期）[注釈 12]
  - みつどもえ 増量中！（第2期）[注釈 12]
- ミラクル☆トレイン〜大江戸線へようこそ〜[注釈 12]
- 蟲師 特別篇 日蝕む翳（TVSP）
  - 蟲師 続章（TVシリーズ）
- メカクシティアクターズ
- め組の大吾 救国のオレンジ
- mono
- 百千さん家のあやかし王子
- もやしもん リターンズ

#### や - わ行
- 焼きたて!!ジャぱん
- 約束のネバーランド
- 山田くんとLv999の恋をする
- ユア・フォルマ
- UniteUp!
  - UniteUp! -Uni:Birth-
- ゆらぎ荘の幽奈さん
- よふかしのうた
- 黄泉のツガイ
- ライザのアトリエ 〜常闇の女王と秘密の隠れ家〜
- ラグナストライクエンジェルズ[注釈 33]
- ラブオールプレー
- ラブ★コン
- 恋愛ラボ
- 乱歩奇譚 Game of Laplace
- らんま1/2（2024年版）
- リコリス・リコイル
- 龍ヶ嬢七々々の埋蔵金
- Rewrite
- ReLIFE
- るろうに剣心 -明治剣客浪漫譚-（1996年版）[注釈 34]
- るろうに剣心 -明治剣客浪漫譚-（2023年版）
- Re:CREATORS
- レベルE
- ロード・エルメロイII世の事件簿 -魔眼蒐集列車 Grace note-（TVシリーズ）
  - ロード・エルメロイII世の事件簿 -魔眼蒐集列車 Grace note- 特別編（TVSP）
- ロビーとケロビー
- ROBOTICS;NOTES
- WORKING!!（第1期）
  - WORKING'!!（第2期）
  - WORKING!!!（第3期）
- WWW.WORKING!!
- ワイルドアームズ トワイライトヴェノム
- ワンダーエッグ・プライオリティ[注釈 35]
- ワンダーベビルくん
- ヲタクに恋は難しい

### Webアニメ
- 衛宮さんちの今日のごはん
- 暦物語
- サイバーパンク エッジランナーズ
- 鎮西八郎為朝
- DEVILMAN crybaby
- Fate/Grand Order 藤丸立香はわからない
- BROTHERHOOD FINAL FANTASY XV
- FLAG
- 亡念のザムド

### OVA
- R.O.D -READ OR DIE-
- I'll/CKBC
- AMON デビルマン黙示録
- アラタなるセカイ[注釈 36]
- Aチャンネル+smile
- エロマンガ先生 OVA
- 王ドロボウJING in Seventh Heaven
- 俺を好きなのはお前だけかよ〜俺たちのゲームセット〜
- 火宵の月〜秋狂言〜
- キカイダー01 THE ANIMATION
- ギョ[注釈 37]
- クビキリサイクル 青色サヴァンと戯言使い
- グラビテーション
- GRANDEEK〜外伝〜
- 黒執事 Book of Murder
- コゼットの肖像
- サーキットの狼II モデナの剣
- サブマリン707R
- 戦場のヴァルキュリア3 誰がための銃瘡[注釈 38]
- 夏目友人帳 いつかゆきのひに（第1作）
  - 夏目友人帳 石起こしと怪しき来訪者（第2作）
- ひだまりスケッチ 沙英・ヒロ 卒業編[注釈 27]
- Fate/Grand Carnival[注釈 12]
- 炎の蜃気楼 〜みなぎわの反逆者〜
- マギ シンドバッドの冒険
- みのりスクランブル![注釈 37]
- 百合星人ナオコサン[注釈 37]
- ヨコハマ買い出し紀行 -Quiet Country Cafe-
- ReLIFE 完結編
- るろうに剣心 -明治剣客浪漫譚- 追憶編（第1作）
  - るろうに剣心 -明治剣客浪漫譚- 星霜編（第2作）
  - るろうに剣心 -明治剣客浪漫譚- 新京都編（第3作）

### アニメーション映画
- アイゼンフリューゲル
- THE IDOLM@STER MOVIE 輝きの向こう側へ![注釈 11]
- 青の祓魔師 ―劇場版―[注釈 39]
- アップルシード アルファ
- 劇場版 あの日見た花の名前を僕達はまだ知らない。
- 犬王[注釈 40]
- 打ち上げ花火、下から見るか? 横から見るか?[注釈 39]
- 宇宙兄弟#0[注釈 41]
- 宇宙ショーへようこそ
- 思い、思われ、ふり、ふられ[注釈 39]
- カゲロウデイズ-in a day's-
- 河童のクゥと夏休み[注釈 42]
- 劇場版 空の境界 第一章 俯瞰風景（第1作）
  - 劇場版 空の境界 第二章 殺人考察（前）（第2作）
  - 劇場版 空の境界 第三章 痛覚残留（第3作）
  - 劇場版 空の境界 第四章 伽藍の洞（第4作）
  - 劇場版 空の境界 第五章 矛盾螺旋（第5作）
  - 劇場版 空の境界 第六章 忘却録音（第6作）
  - 劇場版 空の境界 第七章 殺人考察（後）（第7作）
  - 劇場版 空の境界 終章/空の境界（第8作）
  - 劇場版 空の境界 未来福音（第9作）
- カラフル[注釈 39]
- 映画 ギヴン（第1作）
  - 映画 ギヴン 柊mix（第2作）
- 傷物語〈I 鉄血篇〉（第1部）[注釈 39]
  - 傷物語〈II 熱血篇〉（第2部）[注釈 39]
  - 傷物語〈III 冷血篇〉（第3部）[注釈 39]
  - 傷物語 -こよみヴァンプ-（総集編）
- 君の膵臓をたべたい
- 劇場版 鬼滅の刃 無限列車編[注釈 43]
- 虐殺器官[注釈 44]
- KINGSGLAIVE FINAL FANTASY XV
- 劇場版 銀魂 新訳紅桜篇（第1作）[注釈 41]
  - 劇場版 銀魂 完結篇 万事屋よ永遠なれ（第2作）[注釈 41]
  - 銀魂 THE FINAL（第3作）[注釈 41]
- 劇場版 黒執事 Book of the Atlantic
- 甲鉄城のカバネリ 総集編 前編 集う光（第1作第1部）
  - 甲鉄城のカバネリ 総集編 後編 燃える命（第1作第2部）
  - 甲鉄城のカバネリ 海門決戦（第2作）
- 心が叫びたがってるんだ。
- 冴えない彼女の育てかた Fine
- 屍者の帝国[注釈 44]
- 劇場版シティーハンター 新宿プライベート・アイズ（第4作）
  - 劇場版シティーハンター 天使の涙（第5作）
- JUNK WORLD
- すずめの戸締まり[注釈 45]
- スタードライバー THE MOVIE[注釈 46]
- ずっと前から好きでした。〜告白実行委員会〜（第1作）
  - 好きになるその瞬間を。〜告白実行委員会〜（第2作）
- 青春ブタ野郎はゆめみる少女の夢を見ない（第1作）
  - 青春ブタ野郎はおでかけシスターの夢を見ない（第2作）
  - 青春ブタ野郎はランドセルガールの夢を見ない（第3作）
- 聖☆おにいさん[注釈 39]
- センコロール（第1作）
  - センコロール2（第2作）
- 映画 先輩はおとこのこ あめのち晴れ
- 劇場版 ソードアート・オンライン -オーディナル・スケール-
- 劇場版 ソードアート・オンライン -プログレッシブ- 星なき夜のアリア（第1作）
  - 劇場版 ソードアート・オンライン -プログレッシブ- 冥き夕闇のスケルツォ（第2作）
- 空の青さを知る人よ[注釈 47]
- 劇場版 抱かれたい男1位に脅されています。〜スペイン編〜
- 鉄コン筋クリート[注釈 48]
- 劇場版 天元突破グレンラガン 紅蓮篇（第1作）[注釈 49]
  - 劇場版 天元突破グレンラガン 螺巌篇（第2作）[注釈 49]
- 同級生
- トラペジウム
- 劇場版 夏目友人帳 〜うつせみに結ぶ〜
- 劇場版 七つの大罪 天空の囚われ人[注釈 50]
- 劇場版 NARUTO -ナルト- 大活劇!雪姫忍法帖だってばよ!!（第1作）[注釈 39]
  - 劇場版 NARUTO -ナルト- 大激突!幻の地底遺跡だってばよ（第2作）[注釈 39]
  - 劇場版 NARUTO -ナルト- 大興奮!みかづき島のアニマル騒動だってばよ（第3作）[注釈 39]
  - 劇場版 NARUTO -ナルト- 疾風伝（第4作）[注釈 39]
  - 劇場版 NARUTO -ナルト- 疾風伝 絆（第5作）[注釈 39]
  - 劇場版 NARUTO -ナルト- 疾風伝 火の意志を継ぐ者（第6作）[注釈 39]
  - 劇場版 NARUTO -ナルト- 疾風伝 ザ・ロストタワー（第7作）[注釈 39]
  - 劇場版 NARUTO -ナルト- ブラッド・プリズン（第8作）[注釈 39]
  - ROAD TO NINJA -NARUTO THE MOVIE-（第9作）[注釈 39]
  - THE LAST -NARUTO THE MOVIE-（第10作）[注釈 39]
  - BORUTO -NARUTO THE MOVIE-（第11作）[注釈 39]
- 映画 ねこねこ日本史 〜龍馬のはちゃめちゃタイムトラベルぜよ!〜
- ねらわれた学園[注釈 51]
- バースデー・ワンダーランド[注釈 41]
- ハーモニー[注釈 44]
- 劇場版 ハイスクール・フリート
- 劇場版 鋼の錬金術師 シャンバラを征く者[注釈 51]
- 鋼の錬金術師 嘆きの丘の聖なる星[注釈 46]
- 映画 バクテン!!
- 劇場版 遙かなる時空の中で 舞一夜[注釈 52]
- 劇場版 Fate/Grand Order -神聖円卓領域キャメロット- 前編 Wandering; Agateram（第1作第1部）
  - 劇場版 Fate/Grand Order -神聖円卓領域キャメロット- 後編 Paladin; Agateram（第1作第2部）
  - Fate/Grand Order -終局特異点 冠位時間神殿ソロモン-（第2作）
- 劇場版 Fate/stay night [Heaven's Feel] I.presage flower（第1部）
  - 劇場版 Fate/stay night [Heaven's Feel] II.lost butterfly（第2部）
  - 劇場版 Fate/stay night [Heaven's Feel] III.spring song（第3部）
- BLOOD THE LAST VAMPIRE[注釈 53]
- 劇場版 BLOOD-C The Last Dark[注釈 51]
- フラ・フラダンス
- 劇場版BLEACH MEMORIES OF NOBODY（第1作）[注釈 39]
  - 劇場版BLEACH The DiamondDust Rebellion もう一つの氷輪丸（第2作）[注釈 39]
  - 劇場版BLEACH Fade to Black 君の名を呼ぶ（第3作）[注釈 39]
  - 劇場版BLEACH 地獄篇（第4作）[注釈 39]
- ふれる。
- プロメア[注釈 39]
- PERSONA3 THE MOVIE #1 Spring of Birth（第1部）
  - PERSONA3 THE MOVIE #2 Midsummer Knight's Dream（第2部）
  - PERSONA3 THE MOVIE #3 Falling Down（第3部）
  - PERSONA3 THE MOVIE #4 Winter of Rebirth（第4部）
- 蛍火の杜へ[注釈 54]
- 北極百貨店のコンシェルジュさん
- 劇場総集編ぼっち・ざ・ろっく! Re:（第1部）
  - 劇場総集編ぼっち・ざ・ろっく! Re:Re:（第2部）
- 魔女っこ姉妹のヨヨとネネ[注釈 55]
- 劇場版 魔法科高校の劣等生 星を呼ぶ少女
- 劇場版 魔法少女まどか☆マギカ [前編] 始まりの物語（第1作第1部）
  - 劇場版 魔法少女まどか☆マギカ [後編] 永遠の物語（第1作第2部）
  - 劇場版 魔法少女まどか☆マギカ [新編] 叛逆の物語（第1作第3部）[注釈 41]
  - 劇場版 魔法少女まどか☆マギカ〈ワルプルギスの廻天〉（第2作）
- 魔法少女リリカルなのは The MOVIE 1st（第1作）[注釈 21]
  - 魔法少女リリカルなのは The MOVIE 2nd A's（第2作）[注釈 21]
- 魔法使いの夜
- マルドゥック・スクランブル 圧縮（第1部）[注釈 56]
  - マルドゥック・スクランブル 燃焼（第2部）[注釈 56]
  - マルドゥック・スクランブル 排気（第3部）[注釈 56]
- 岬のマヨイガ
- 楽園追放 -Expelled from Paradise-[注釈 57]
- るろうに剣心 -明治剣客浪漫譚- 維新志士への鎮魂歌[注釈 53]
- 羅小黒戦記 ぼくが選ぶ未来（日本語吹替版）[注釈 58]

### テレビドラマ
- RHプラス
- あの日見た花の名前を僕達はまだ知らない。
- ここはグリーン・ウッド 〜青春男子寮日誌〜
- 新解釈・日本史[注釈 59]
- 封刃師
- BUNGO -日本文学シネマ-
- 虫籠の錠前

### 実写映画
- 荒川アンダー ザ ブリッジ THE MOVIE[注釈 60]
- 影裏[注釈 61]
- かぞく
- 君がいなくちゃだめなんだ
- 銀魂（第1作）[注釈 62]
  - 銀魂2 掟は破るためにこそある（第2作）[注釈 62]
- 劇場[注釈 63]
- 心が叫びたがってるんだ。
- 3月のライオン[注釈 64]
- 時をかける少女[注釈 65]
- 夏への扉 -キミのいる未来へ-[注釈 66]
- NANA[注釈 67]
- 鋼の錬金術師（第1作）[注釈 62]
  - 鋼の錬金術師 完結編 復讐者スカー（2022年）[注釈 41]
  - 鋼の錬金術師 完結編 最後の錬成（2022年）[注釈 41]
- プリンシパル〜恋する私はヒロインですか?〜
- 私の優しくない先輩[注釈 68]

### 人形劇番組
- Thunderbolt Fantasy 東離劍遊紀（第1期）
  - Thunderbolt Fantasy 東離劍遊紀2（第2期）
  - Thunderbolt Fantasy 東離劍遊紀3（第3期）

### バラエティ番組
- AD-LIVE TV
- 上田ちゃんネル[注釈 69]
- 内村さまぁ〜ず
- ウンナンの気分は上々[注釈 70]
- お台場お笑い道[注釈 71]
- きらきらアフロ
- くりぃむナントカ[注釈 69]
- さまぁ〜ず×さまぁ〜ず[注釈 69]
- さまぁ〜ず式[注釈 70]
- SMAP☆がんばりますっ!![注釈 69]
- 主演 さまぁ〜ず 〜設定 美容室〜[注釈 72]
- 世界の果てまでイッテQ![注釈 73]
- 鶴瓶のスジナシ![注釈 74]
- 22/7 計算中
- 22/7 検算中
- 22/7 計算外
- バカヂカラ
- 爆笑オンエアバトル[注釈 75]
- 爆笑問題のツーショット[注釈 76]
- 爆笑レッドカーペット[注釈 71]
- バナナ炎
- ホリさまぁ〜ず[注釈 70]
- ブラっと嫉妬[注釈 77]
- モヤモヤさまぁ〜ず2[注釈 78]

### ドキュメンタリー番組
- 世界遺産[注釈 70]
- MATSU-LIVE -Documentary of AD-LIVE 2016-

### インターネット配信の情報番組
- アニプレックス48時間テレビ!（2020年3月21日 - 3月22日、AbemaTV）[69]
- アニプレックス NEXT（2020年7月2日 - 2021年1月31日、YouTube）[70]
- Aniplex Online Fest（2020年7月4日 - 7月5日、YouTube・bilibili）[71]
- Aniplex Online Fest 2021（2021年7月4日、YouTube）[72]

### アニラジ番組
- アニプレックスアワー（2003年10月5日 - 2010年12月27日、ラジオ大阪・文化放送・ラジオ日本）
- ANIMEコンシェルジュ（2022年2月1日 - 、ニッポン放送）[73]

### インターネット配信のアニラジ番組
- ANI-COM RADIO 〜フジワラでいいカナ〜（2008年1月23日 - 2011年12月21日・2013年9月25日 - 2014年3月26日、番組公式サイト）
- アニプレックス NEXT RADIO（2020年5月26日 - 2021年1月30日、YouTube）[74]

### ソーシャルゲーム
| 配信開始日 | 配信開始日 | 作品名                                     | 開発元                                                                        | サービス終了日 | 備考                                                    |
| ---------- | ---------- | ------------------------------------------ | ----------------------------------------------------------------------------- | -------------- | ------------------------------------------------------- |
| 2015年     | 4月30日    | 家電少女                                   | 番町製作所                                                                    | 2016年3月31日  |                                                         |
| 2015年     | 7月30日    | Fate/Grand Order                           | ディライトワークス →ラセングル                                                | 配信中         | TYPE-MOONと共同運営                                     |
| 2015年     | 8月10日    | たんさくえすと!                            | マイティークラフト                                                            | 2016年3月31日  | A-1 Picturesとの共同運営                                |
| 2016年     | 10月13日   | バンドやろうぜ!                            | ディライトワークス                                                            | 2019年3月29日  | SMEJとの共同運営                                        |
| 2017年     | 8月22日    | マギアレコード 魔法少女まどか☆マギカ外伝   | f4samurai                                                                     | 2024年7月31日  |                                                         |
| 2017年     | 12月11日   | きららファンタジア                         | ドリコム                                                                      | 2023年2月28日  |                                                         |
| 2018年     | 8月21日    | 〈物語〉シリーズ ぷくぷく                  | NHN PlayArt                                                                   | 2020年3月31日  |                                                         |
| 2019年     | 3月27日    | ハイスクール・フリート 艦隊バトルでピンチ! | アニプレックス                                                                | 2020年3月25日  |                                                         |
| 2019年     | 9月24日    | クロス×ロゴス                              | カヤックアキバスタジオ                                                        | 2020年2月27日  |                                                         |
| 2019年     | 10月1日    | 東方キャノンボール                         | Quatro A                                                                      | 2020年10月14日 |                                                         |
| 2020年     | 3月18日    | ディズニー ツイステッドワンダーランド      | f4samurai                                                                     | 配信中         | ウォルト・ディズニー・ジャパンとの共同企画              |
| 2020年     | 5月27日    | 22/7 音楽の時間                            | ハ・ン・ド                                                                    | 2021年12月22日 |                                                         |
| 2022年     | 6月30日    | インフィニティソウルズ                     | クローバーラボ                                                                | 2022年12月26日 |                                                         |
| 2023年     | 2月22日    | World II World                             | デスクワークス（企画・シナリオ） G-STYLE（開発協力） HERMIT WORKS（デザイン） | 2023年7月31日  |                                                         |
| 2023年     | 8月28日    | アスタータタリクス                         | FgG                                                                           | 2024年9月30日  | 運営・配信はgumi アニプレックスは共同プロデュースで参画 |
| 2025年     | 3月27日    | 魔法少女まどか☆マギカ Magia Exedra         | ポケラボ→WFS f4samurai                                                        | 配信中         | 運営はWFSポケラボブランド                               |
| 2025年     | 6月25日    | オルタナヴェルト-青の祓魔師 外伝-          | bilibili                                                                      | 配信中         |                                                         |
| 未公表     | 未公表     | 鬼滅の刃 血風剣戟ロワイアル                | Quatro A→未発表                                                               | 未配信         | 2020年に配信予定であったが延期された                    |

### コンシューマーゲーム
| 発売日 | 発売日   | 作品名                            | 開発元                                          | 機種                                                                                            | 備考                                 |
| ------ | -------- | --------------------------------- | ----------------------------------------------- | ----------------------------------------------------------------------------------------------- | ------------------------------------ |
| 2020年 | 6月19日  | 徒花異譚                          | ライアーソフト                                  | Microsoft Windows（Steam）                                                                      | ANIPLEX.EXEブランド                  |
| 2020年 | 6月19日  | ATRI -My Dear Moments-            | フロントウイング 枕                             | Microsoft Windows（Steam）                                                                      | ANIPLEX.EXEブランド                  |
| 2021年 | 4月28日  | 毎日♪ 衛宮さんちの今日のごはん    | グリッド                                        | Nintendo Switch                                                                                 |                                      |
| 2021年 | 8月26日  | 月姫 -A piece of blue glass moon- | TYPE-MOON                                       | PlayStation 4 Nintendo Switch                                                                   | 発売元：TYPE-MOON                    |
| 2021年 | 10月14日 | 鬼滅の刃 ヒノカミ血風譚           | サイバーコネクトツー                            | PlayStation 5 PlayStation 4 Xbox Series X/S Xbox One Microsoft Windows（Steam）                 |                                      |
| 2022年 | 6月9日   | 鬼滅の刃 ヒノカミ血風譚           | サイバーコネクトツー                            | Nintendo Switch                                                                                 |                                      |
| 2022年 | 3月10日  | RPGタイム!〜ライトの伝説〜        | デスクワークス                                  | Xbox One Xbox Series X/S Microsoft Store                                                        |                                      |
| 2022年 | 8月13日  | RPGタイム!〜ライトの伝説〜        | デスクワークス                                  | PlayStation 4 Nintendo Switch                                                                   |                                      |
| 2022年 | 9月13日  | RPGタイム!〜ライトの伝説〜        | デスクワークス                                  | Microsoft Windows（Steam）                                                                      |                                      |
| 2022年 | 12月8日  | 魔法使いの夜                      | TYPE-MOON                                       | PlayStation 4 Nintendo Switch                                                                   | 発売元：TYPE-MOON                    |
| 2023年 | 9月28日  | Fate/Samurai Remnant              | オメガフォース                                  | PlayStation 5 PlayStation 4 Xbox Series X/S Xbox One Microsoft Windows（Steam）                 | 開発・発売元：コーエーテクモゲームス |
| 2023年 | 11月17日 | ヒラヒラヒヒル                    | BA-KU                                           | Microsoft Windows（Steam）                                                                      | ANIPLEX.EXEブランド                  |
| 2023年 | 12月14日 | 魔法使いの夜                      | TYPE-MOON                                       | Microsoft Windows（Steam）                                                                      | 発売元：TYPE-MOON                    |
| 2024年 | 4月25日  | 鬼滅の刃 目指せ!最強隊士!         | サイバーコネクトツー                            | Nintendo Switch PlayStation 5 PlayStation 4 Xbox Series X/S Xbox One Microsoft Windows（Steam） |                                      |
| 2024年 | 7月11日  | Hookah Haze                       | アクワイア                                      | Nintendo Switch Microsoft Windows（Steam）                                                      |                                      |
| 2024年 | 8月8日   | Fate/stay night REMASTERED        | fuzz                                            | Nintendo Switch Microsoft Windows（Steam）                                                      |                                      |
| 2024年 | 12月13日 | たねつみの歌                      | iMel                                            | Microsoft Windows（Steam）                                                                      | ANIPLEX.EXEブランド                  |
| 2025年 | 4月24日  | HUNDRED LINE -最終防衛学園-       | トゥーキョーゲームス（企画） メディア・ビジョン | Nintendo Switch Microsoft Windows（Steam）                                                      |                                      |
| 2025年 | 8月1日   | 鬼滅の刃 ヒノカミ血風譚2          | サイバーコネクトツー                            | Nintendo Switch PlayStation 5 PlayStation 4 Xbox Series X/S Xbox One Microsoft Windows（Steam） |                                      |
| 2025年 | 9月19日  | HYKE:Northern Light（s）          | ブラストエッジゲームズ                          | Nintendo Switch PlayStation 5 Microsoft Windows（Steam）                                        | 共同パブリッシング：アカツキゲームス |

### トレーディングカードゲーム
- ビルディバイド

### 舞台作品
- LIVE ACT 青の祓魔師 〜魔神の落胤〜（第1作）
  - 舞台「青の祓魔師」-青の焔 覚醒編/京都 不浄王編-（第2作）
  - 舞台「青の祓魔師」京都紅蓮篇（第3作）
  - 舞台「青の祓魔師」島根イルミナティ篇（第4作）
- AD-LIVE 2015（第5作）
  - AD-LIVE 2016（第6作）
  - AD-LIVE 2017（第7作）
  - AD-LIVE 2018（第8作）
  - AD-LIVE ZERO（第9作）
  - AD-LIVE 2020（第10作）
  - AD-LIVE 2021（第11作）
  - AD-LIVE 2022（第12作）
  - AD-LIVE 2023（第13作）
- 舞台「ヴァニタスの手記」
- 演戯「ヴィジュアルプリズン」-月世饗宴-
- 舞台「鬼滅の刃」（第1作）
  - 舞台「鬼滅の刃」其ノ弐 絆（第2作）
  - 舞台「鬼滅の刃」其ノ参 無限夢列車（第3作）
  - 舞台「鬼滅の刃」其ノ肆 遊郭潜入（第4作）
- 音楽舞闘会「黒執事」-その執事、友好-（第1作）
  - ミュージカル「黒執事」-千の魂と堕ちた死神-（第2作）
  - ミュージカル「黒執事」-地に燃えるリコリス-（第3作）
  - ミュージカル「黒執事」-地に燃えるリコリス2015-（第4作）
  - ミュージカル「黒執事」〜NOAH'S ARK CIRCUS〜（第5作）
  - ミュージカル「黒執事」-Tango on the Campania-（第6作）
  - ミュージカル「黒執事」〜寄宿学校の秘密〜（第7作）
- 舞台「紅葉鬼」（第1作）
  - 舞台「紅葉鬼」〜童子奇譚〜（第2作）
  - 舞台「紅葉鬼」〜酒呑奇譚〜（第3作）
- さらに「さらざんまい」〜愛と欲望のステージ〜
- ソードアート・オンライン -DIVE TO STAGE-
- 体内活劇「はたらく細胞」（第1作）
  - 体内活劇「はたらく細胞」II（第2作）
- 舞台「デュラララ!!」〜円首方足の章〜
- バレエ「ドラゴン・クエスト」
- 富豪刑事 Balance:UNLIMITED The STAGE
- ペルソナ3 the Weird Masquerade〜青の覚醒〜（第1作）
  - ペルソナ3 the Weird Masquerade〜群青の迷宮〜（第2作）
  - ペルソナ3 the Weird Masquerade〜蒼鉛の結晶〜（第3作）
  - ペルソナ3 the Weird Masquerade〜藍の誓約〜（第4作）
  - ペルソナ3 the Weird Masquerade〜碧空の彼方へ〜（第5作）
- LIVE STAGE「ぼっち・ざ・ろっく!」
- 舞台「マッシュル-MASHLE-」
- 舞台「リコリス・リコイル」
- 音楽劇「ロード・エルメロイII世の事件簿 -case. 剥離城アドラ-」

### 行事・イベント
- Aniplex Online Fest 2022（2022年9月24日、パシフィコ横浜 国立大ホール）[75]
- Aniplex Online Fest 2023（2023年9月10日、Zepp DiverCity（TOKYO））[76]
- ANIPLEX 20th Anniversary Event -THANX-（2024年1月7日、東京ガーデンシアター）[77]

### ゲームミュージックの発売
主に以下の会社が制作したゲームミュージックを発売。
- アトラス
- ソニー・インタラクティブエンタテインメント
- フロム・ソフトウェア

## その他の関与作品

### テレビアニメ（その他）
- ショベルカーディグスとはたらく車たち[注釈 79]
- イタズラなKiss[注釈 80]
- 交響詩篇エウレカセブン（第1期）[注釈 81]
  - エウレカセブンAO（第2期）[注釈 81]
- 月面兎兵器ミーナ[注釈 81]
- さらい屋 五葉[注釈 81]
- 3丁目のタマ うちのタマ知りませんか?[注釈 79]
- シティーハンター（第1期）[注釈 82]
  - シティーハンター2（第2期）[注釈 82]
  - シティーハンター3（第3期）[注釈 82]
  - シティーハンター'91（第4期）[注釈 82]
  - シティーハンター ザ・シークレット・サービス（TVSP第1作）[注釈 79]
  - シティーハンター グッド・バイ・マイ・スイート・ハート（TVSP第2作）[注釈 79]
  - シティーハンター 緊急生中継!? 凶悪犯冴羽獠の最期（TVSP第3作）[注釈 79]
- スノーマン[注釈 83]
- ソウルイーター[注釈 81]
- Happy Tree Friends[注釈 84]
- ハチミツとクローバー（第1期）[注釈 81]
  - ハチミツとクローバーII（第2期）[注釈 81]
- 遙かなる時空の中で-八葉抄-[注釈 81]
- HEROMAN[注釈 85]
- xxxHOLiC（第1期）[注釈 80]
  - xxxHOLiC◆継（第2期）[注釈 80]
- 鎧伝サムライトルーパー[注釈 79]

### OVA（その他）
- 東京BABYLON（第1作）[注釈 86]
  - 東京BABYLON2（第2作）[注釈 86]
- 妖精王[注釈 79]
- ヨコハマ買い出し紀行[注釈 79]

### アニメーション映画（その他）
- かがみの孤城[注釈 79]
- イヴの時間 劇場版[注釈 81]
- 交響詩篇エウレカセブン ポケットが虹でいっぱい[注釈 81]
- 3丁目のタマ おねがい!モモちゃんを捜して!![注釈 86]
- シティーハンター 愛と宿命のマグナム（第1作）[注釈 79]
  - シティーハンター ベイシティウォーズ（第2作）[注釈 79]
  - シティーハンター 百万ドルの陰謀（第3作）[注釈 79]
- ストレンヂア 無皇刃譚[注釈 81]
- 伝説巨神イデオン 接触篇（第1作）[注釈 87]
  - 伝説巨神イデオン 発動篇（第2作）[注釈 87]
- 老人Z[注釈 86]

### テレビドラマ（その他）
- 風魔の小次郎[注釈 81]

### 実写映画（その他）
- 危ない話[注釈 79]
- 1999年の夏休み[注釈 79]
- 二十世紀少年読本[注釈 79]
- ワールド・アパートメント・ホラー[注釈 79]

## 関連企業・団体

### 子会社
- 株式会社A-1 Pictures - アニメ制作会社。2005年にアニプレックスの完全子会社として設立。
- 株式会社CloverWorks - アニメ制作会社。前身はA-1 Pictures高円寺スタジオ。2018年にA-1 Picturesの会社分割により設立。
  - 株式会社JOEN - 映像プロデュース会社。2022年にCloverWorks、ウィットスタジオ、アニプレックス及び集英社の共同出資により設立。
- 株式会社Boundary - 3DCGアニメ制作会社。2020年にアニプレックスの完全子会社として設立。
- 株式会社ラセングル - ゲーム会社。2021年にディライトワークスの会社分割により設立。2022年にアニプレックスの完全子会社となる。
- 株式会社クレーネル - 玩具・雑貨制作会社。2010年に株式会社リボルブとして設立。2017年にアニプレックスの子会社となる。2023年に現在の商号に変更。
- 株式会社ミリアゴンスタジオ - エージェント会社及び映像プロデュース会社。2007年にオリガミクスパートナーズ株式会社として設立。2023年にアニプレックスの子会社となり、現在の商号に変更。
- バズウェーブ合同会社 - 芸能事務所。「22/7」運営会社。2017年にソニー・ミュージックレーベルズ及びアニプレックスを代表社員として設立。
- Aniplex of America Inc.（英語版） - アメリカ合衆国現地法人。2005年にアニプレックスの完全子会社として設立。
- 安尼普（上海）文化藝術有限公司 - 中華人民共和国現地法人。2019年にアニプレックス及びソニー・チャイナ（中国語版）の共同出資により設立。
- Crunchyroll, LLC - エンターテイメント会社。2019年にソニー・ピクチャーズ テレビジョン及びアニプレックスの共同出資により、Funimation Global Group, LLCとして設立。2022年に現在の商号に変更。
- peppermint anime GmbH（ドイツ語版） - 2015年にアニプレックス及びペパーミント・エンタープライゼスの合弁会社として設立。

### 過去の関連企業・団体
- 株式会社ボイスアンドハート - 声優プロダクション及びレコード会社。2005年にアニプレックス及びロードアンドスカイ・オーガニゼイションの合弁会社として設立。2008年にロードアンドスカイ・オーガニゼイションの完全子会社となる。2014年に解散した。
- 株式会社アニメコンソーシアムジャパン - OTTサービス会社。2014年にバンダイナムコホールディングス、アサツー ディ・ケイ（現・株式会社ADKマーケティング・ソリューションズ）及びアニプレックスの共同出資により設立。2017年にバンダイナムコホールディングスの完全子会社となる。2018年にバンダイナムコライツマーケティングに吸収合併された。
- 株式会社リアルト・エンタテインメント - 映像プロデュース会社。2018年にアニプレックスの完全子会社として設立。2023年にアニプレックスに吸収合併され解散。
- 株式会社Quatro A - コンピュータゲーム開発会社。2006年にアニプレックスの全額出資により、株式会社番町製作所として設立。2017年にQuatro Aへ商号変更。2024年10月1日付でアニプレックスへ吸収合併され解散。

## 関連人物

### 役員
2024年4月現在。
代表取締役・執行役員社長・プロデューサー
- 岩上敦宏

取締役
- 渡辺和則
- 永田英彦
- 野田耕蔵
- 村松俊亮（取締役）

監査役
- 内田勉（監査役）
- 玉田勝吾（監査役）

執行役員
- 落越友則（専務）
- 清水博之（常務）
- 三宅将典（常務）
- 清水広美
- 西本修

歴代代表取締役社長
- 白川隆三
- 竹内成和（2002年 - 2006年）
- 北川直樹（2006年）
- 桶田浩志
- 夏目公一朗（2006年 - 2014年）
- 勝股英夫（2010年 - 2012年）
- 植田益朗（2014年 - 2016年）
- 岩上敦宏（2016年 - ）

### スタッフ
- 柏田真一郎（企画制作第1グループ副本部長兼スクリプトルーム室長）
- 高橋祐馬（プロデューサー、企画制作第1グループ企画制作部4課課長）
- 中山信宏（プロデューサー、企画制作第1グループ企画制作部5課課長）
- 鳥羽洋典（プロデューサー）
- 神宮司学（プロデューサー）
- 山内真治（プロデューサー）
- 若林豪（プロデューサー）
- 相川和也（宣伝プロデューサー）
- 伊藤智彦（専属脚本チーム「スクリプトルーム」ルーム長）
- 鈴木竜馬